# Гай (Покровский район)
Гай (укр. Гай) — село,
Александровский сельский совет,
Покровский район,
Днепропетровская область,
Украина.
Код КОАТУУ — 1224280509. Население по переписи 2001 года составляло 60 человек .

## Географическое положение
Село Гай находится в 2-х км от левого берега реки Волчья,
на расстоянии в 2 км от сёл Отрадное и Новоалександровка.
По селу протекает пересыхающий ручей с запрудой.

## История
- 1920 — дата основания.